# Сплюшка міндорійська
Сплюшка міндорійська (Otus mindorensis) — вид совоподібних птахів родини совових (Strigidae). Ендемік Філіппін.

## Опис
Довжина птаха становить 18-19 см. Верхня частина тіла коричнева, поцяткована чорними смужками. Нижня частина тіла тьмяно-жовтувата, поцяткована тонкими білими смужками. Лоб рівномірно коричневий або білуватий, на голові пір'яні "вуха" середньої довжини. Очі яскраво-жовті, дзьоб зеленувато-жовтий з сірувато-тілесного кольору восковицею, лапи наполовину оперені, білувато-тілесного кольору, кігті сірі. Крик — різкий посвист «вііу», тон якого спочатку є висхідним, а потім спадає.

## Поширення і екологія
Міндорійські сплюшки є ендеміками острова Міндоро. Вони живуть у вологих гірських тропічних лісах з густими кронами, на висоті понад 700 м над рівнем моря, зокрема в Національному парку Маунтс-Ігліт-Бако.

## Збереження
МСОП класифікує стан збереження цього виду як близький до загрозливого. За оцінками дослідників, популяція лусонських сплюшок становить від 15 до 30 тисяч птахів. Їм загрожує знищення природного середовища.